# Stato sabaudo

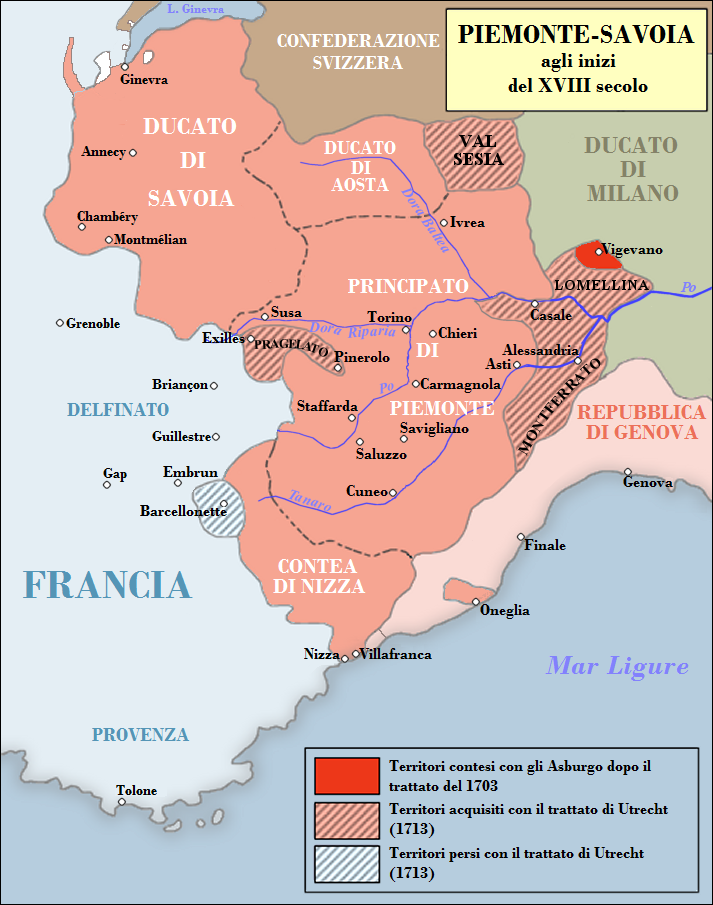
Lo Stato sabaudo nel XVIII secolo, con i Ducati di Savoia e Aosta, il Principato di Piemonte, la Contea di Nizza, il Principato di Oneglia e gli altri territori

Il termine Stato sabaudo (o anche Stati di Savoia) è usato dagli storici per indicare collettivamente tutti gli stati governati dai Conti, poi Duchi di Savoia dal Medioevo alla formazione del Regno d'Italia. Prima della Fusione perfetta del 1847 questi territori non facevano parte di uno stato unitario ma erano retti dalla dinastia dei Savoia in unione personale. I principali stati sabaudi furono il Regno di Sardegna, il Ducato di Savoia, il Principato di Piemonte e dal 1815 il Ducato di Genova. Il sovrano sabaudo si autoproclamava anche re titolare di Cipro, di Gerusalemme e d'Armenia, stati che tuttavia non furono mai governati.

## Terminologia
Sia nel passato che oggigiorno, si usava spesso per sineddoche riferirsi all'insieme dei possedimenti dei Savoia come "Ducato di Savoia". In realtà, i Savoia regnarono non su uno Stato unitario, bensì su un insieme complesso di entità politiche e titoli diversi, con diverse origini istituzionali, culturali e giuridiche, tenute assieme in unione personale dalla persona del sovrano. Questi includevano ad esempio il Ducato di Aosta, il Principato di Piemonte e la Contea di Nizza, che erano distinti e non giuridicamente parte del Ducato di Savoia, il titolo principe da loro posseduto. Gli stessi Savoia si riferivano ai loro possedimenti nel loro insieme con il termine di "Stati del Duca di Savoia". Similmente, con l'acquisizione del Regno di Sardegna nel 1720, si cominciò a riferirsi all'insieme dei possedimenti Savoiardi come Regno di Sardegna, benché questo comprendesse solamente la Sardegna stessa e non tutti gli altri territori, detti Stati sardi di terraferma. Il termine ufficiale in voga per riferirsi all'insieme era infatti "Stati del Re di Sardegna".
Oggi gli storici usano il termine Stato sabaudo per indicare l'entità formata dall'insieme dei territori governati dai Savoia, un esempio di monarchia composita dove molti territori diversi e distinti sono uniti in un'unione personale avendo lo stesso sovrano.
Solamente con la fusione perfetta del 1847 tutti i territori savoiardi divennero parte di uno Stato unitario.

## Storia
Il primo conte di casa Savoia a governare effettivamente fu Umberto I Biancamano, conte di Moriana, di cui non si conoscono gli ascendenti.
Oddone, conte di Savoia dal 1051 al 1057, ampliò i propri possedimenti grazie al matrimonio con Adelaide, marchesa di Torino e di Susa, titolo che aveva ereditato dal padre Olderico Manfredi II. Questo matrimonio con Adelaide fu molto importante per i Savoia. Fino a quel momento essi si erano impegnati ad espandersi soprattutto al di là delle Alpi ma ora iniziarono la loro opera di espansione in Italia. Oddone aggiunse ai possedimenti ereditati dal fratello la vasta marca di Torino, che comprendeva, oltre alla contea di Torino, anche le contee di Alba, di Albenga, di Asti e di Ventimiglia. Così l'unione tra Oddone e Adelaide fu particolarmente proficua: l'estensione dei loro domini, avendo stretto insieme le forze, era davvero ragguardevole dominando, nel complesso, territori aventi la dimensione di un regno anche se vari piccoli domini vi s'interponevano, e qui si incontrava un marchesato, qua un ducato, là una contea appartenenti a feudatari minori.
Nel 1703, durante la guerra di successione spagnola l'imperatore Leopoldo I d'Asburgo promise il Monferrato al duca di Savoia Vittorio Amedeo II, in cambio della sua entrata in guerra contro la Francia. Il ducato, occupato dall'esercito imperiale nel 1707, venne tolto ai Gonzaga con un decreto di Giuseppe I d'Asburgo nell'anno successivo. Con il trattato di Utrecht che mise fine alla guerra nel 1713, Vittorio Amedeo II ottenne in definitiva il Monferrato, ed in aggiunta anche Alessandria, la Lomellina, Pragelato e l'alta Val di Susa, la Valsesia e i feudi delle Langhe. Inoltre, grazie alla pressione inglese, egli otteneva il titolo di re di Sicilia e quindi la potestà feudale su Malta.

## Territori
I territori principali costituenti lo stato sabaudo furono:
- il Ducato di Savoia, diviso in province:
  - la Contea di Savoia
  - la Savoia ducale (Chambéry)
  - la Contea di Moriana (San Giovanni di Moriana)
  - il Marchesato di Tarantasia (Moûtiers)
  - il Genevese (Annecy)
    - già Contea poi Ducato

  - la Baronia del Faucigny (Bonneville)
  - il Ducato del Chiablese (dal XI secolo) (Thonon)
- il Ducato d'Aosta
  - già Contea di Aosta (dal 1030 circa)
- il Principato del Piemonte (a partire dalla metà del XI secolo)
  - già Marca di Torino
- la Contea di Nizza (dal 1388)
- la Contea di Asti (dal 1531)
- il Principato di Oneglia (dal 1576)
- la Contea di Loano (dal 1770)
- il Regno di Sardegna — con lo scambio della Sicilia con la Sardegna — Trattato di Utrecht, confermato dal Trattato di Londra del 2 agosto 1718, gli Stati di Savoia diventano Regno di Sardegna (Regnum Sardiniæ), conservando la sede dei Re a Torino (un viceré si insedia a Cagliari).
- il Ducato del Monferrato (dal 1708)
- il Ducato di Genova (dal 1815)

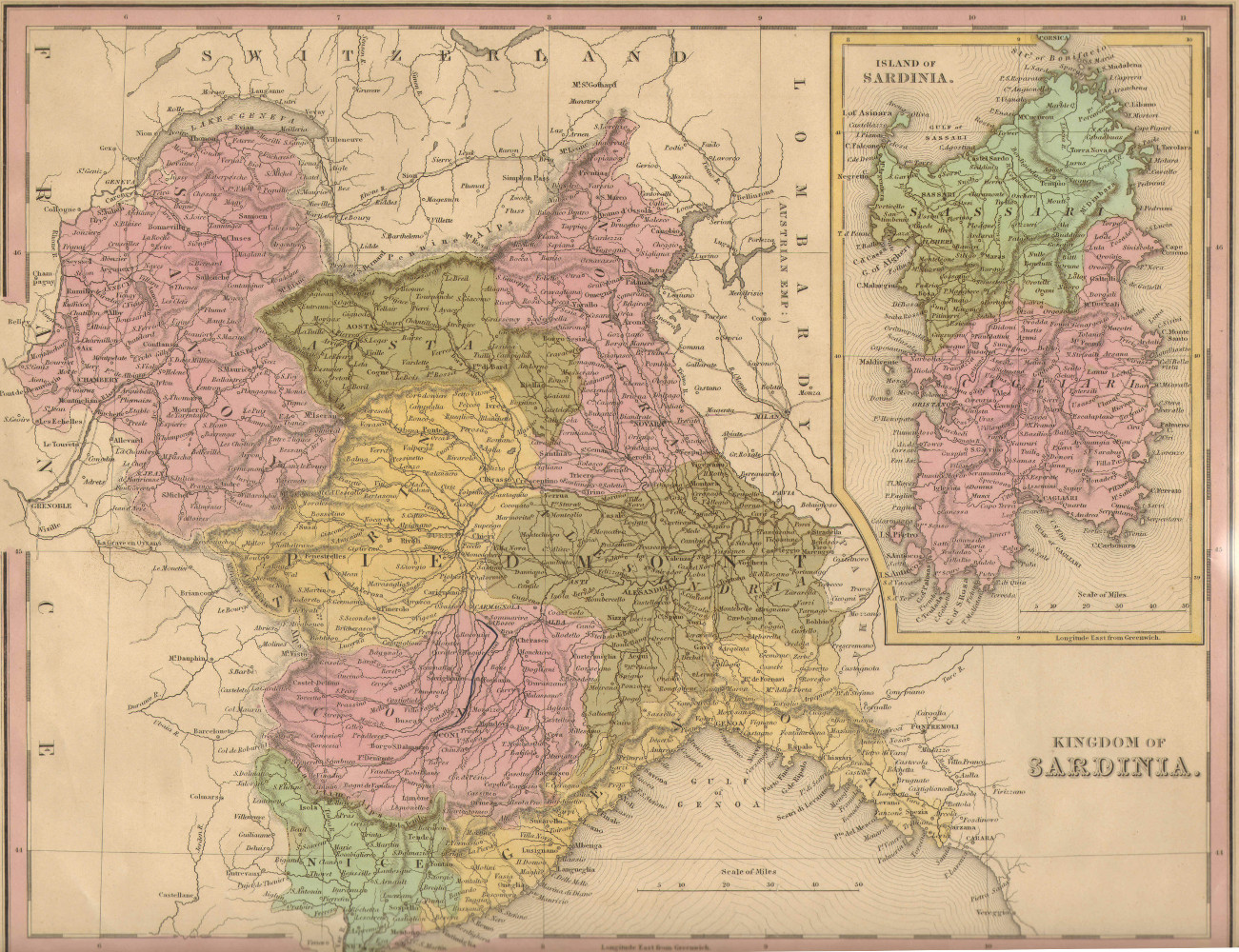
Lo Stato sabaudo nel 1839, col Regno di Sardegna a destra e gli Stati di terraferma a sinistra

Province che hanno fatto parte degli Stati sabaudi dal XIII al XVII secolo (tre province dal XIII secolo fino al Trattato di Lione del 1601):
- Bresse
- il Bugey
- la Valromey

Regioni che hanno temporaneamente fatto parte degli Stati sabaudi:
- il Ducato di Ginevra
- la provincia di Carouge
- il paese di Vaud
- il Basso Canton Vallese (Martigny)
- il Regno di Sicilia (1713-1720)
- il Franco-Lionese
- le città libere di Mentone e Roccabruna (protettorati del Duca di Savoia e Re di Sardegna)